# Tarachidia deleta
Tarachidia deleta är en fjärilsart som beskrevs av H. Edwards 1884. Tarachidia deleta ingår i släktet Tarachidia och familjen nattflyn. Inga underarter finns listade i Catalogue of Life.